# Ghosteen
Ghosteen — сімнадцятий студій альбом австралійського рок-гурту Nick Cave and the Bad Seeds, представлений 4 жовтня 2019 року. Ghosteen є першим подвійним альбомом гурту після платівки Abattoir Blues / The Lyre of Orpheus (2014) і фінальною частиною трилогії, яка включає також Push the Sky Away (2013) та Skeleton Tree (2016).
Альбом отримав загальне визнання серед критиків та став другим за рейтингом альбомом 2010-х років на Metacritic. Платівка увійшла до першої десятки у чартах кількох країн і до списків кращих альбомів кількох видань за підсумками року та десятиліття. Європейські та північноамериканські тури на підтримку Ghosteen були скасовані через пандемію COVID-19, а всі концерти перенесено на пізніші дати у 2021 році.

## Список пісень
Автор слів Нік Кейв, автор музики Кейв і Воррен Елліс. 
| Part 1: The Children | Part 1: The Children | Part 1: The Children |
| #                    | Назва                | Тривалість           |
| -------------------- | -------------------- | -------------------- |
| 1.                   | «Spinning Song»      | 4:43                 |
| 2.                   | «Bright Horses»      | 4:52                 |
| 3.                   | «Waiting for You»    | 3:54                 |
| 4.                   | «Night Raid»         | 5:07                 |
| 5.                   | «Sun Forest»         | 6:46                 |
| 6.                   | «Galleon Ship»       | 4:14                 |
| 7.                   | «Ghosteen Speaks»    | 4:02                 |
| 8.                   | «Leviathan»          | 4:47                 |
| 38:25                |                      |                      |

| Part 2: The Parents | Part 2: The Parents | Part 2: The Parents |
| #                   | Назва               | Тривалість          |
| ------------------- | ------------------- | ------------------- |
| 1.                  | «Ghosteen»          | 12:10               |
| 2.                  | «Fireflies»         | 3:23                |
| 3.                  | «Hollywood»         | 14:12               |
| 29:45               |                     |                     |

## Чарти

### Тижневі чарти
| Чарт (2019)                                          | Найвища позиція |
| ---------------------------------------------------- | --------------- |
| Австралія Australian Albums (ARIA)                   | 2               |
| Австрія Austrian Albums (Ö3 Austria)                 | 3               |
| Бельгія Belgian Albums (Ultratop Flanders)           | 1               |
| Бельгія Belgian Albums (Ultratop Wallonia)           | 10              |
| Канада Canadian Albums (Billboard)                   | 93              |
| Чехія Czech Albums (ČNS IFPI)                        | 47              |
| Данія Danish Albums (Hitlisten)                      | 5               |
| Нідерланди Dutch Albums (MegaCharts)                 | 12              |
| Фінляндія Finnish Albums (Suomen virallinen lista)   | 7               |
| Франція French Albums (SNEP)                         | 22              |
| Німеччина German Albums (Offizielle Top 100)         | 6               |
| Угорщина Hungarian Albums (MAHASZ)                   | 6               |
| Ірландія Irish Albums (IRMA)                         | 5               |
| Італія Italian Albums (FIMI)                         | 5               |
| Литва Lithuanian Albums (AGATA)                      | 29              |
| Нова Зеландія New Zealand Albums (Recorded Music NZ) | 11              |
| Норвегія Norwegian Albums (VG-lista)                 | 16              |
| Польща Polish Albums (ZPAV)                          | 4               |
| Португалія Portuguese Albums (AFP)                   | 1               |
| Шотландія Scottish Albums (OCC)                      | 4               |
| Іспанія Spanish Albums (PROMUSICAE)                  | 9               |
| Швеція Swedish Albums (Sverigetopplistan)            | 7               |
| Швейцарія Swiss Albums (Schweizer Hitparade)         | 2               |
| Велика Британія UK Albums (OCC)                      | 4               |
| Велика Британія UK Independent Albums (OCC)          | 1               |
| США Billboard 200                                    | 108             |
| США Top Rock Albums (Billboard)                      | 12              |

### Річні чарти
| Чарт (2019)                        | Позиція |
| ---------------------------------- | ------- |
| Belgian Albums (Ultratop Flanders) | 18      |
| Belgian Albums (Ultratop Wallonia) | 191     |
| Dutch Albums (Album Top 100)       | 98      |
| Swiss Albums (Schweizer Hitparade) | 98      |

| Чарт (2020)                        | Позиція |
| ---------------------------------- | ------- |
| Belgian Albums (Ultratop Flanders) | 51      |

## Сертифікації
| Регіон                                                      | Сертифікація | Продажі |
| ----------------------------------------------------------- | ------------ | ------- |
| Бельгія (BEA)                                               | Золотий      | 10 000  |
| Велика Британія (BPI)                                       | Срібний      | 60 000  |
| продажі+прослуховування, що базуються лише на сертифікаціях |              |         |